# Termeszek
A termeszek (Isoptera) az ízeltlábúak törzsébe, a rovarok osztályába és a csótányok rendjébe tartozó epifamilia. Korábban Isoptera néven önálló rendként kezelték a csoportot, de a modern kutatások kiderítették, hogy a csótányok közé tartoznak.
Epimorfózissal fejlődnek — ez azt jelenti, hogy a kikelő ivadék testszelvényeinek száma megegyezik a felnőtt állatéval (imágóéval), amelyre külseje és életmódja is hasonlít. A felnőtt méretet fokozatosan, külön fejlődő, szelvényszerző szakaszok beiktatása nélkül éri el.
A termeszek világa jelenleg 3106 fajt számlál, melyek úgyszólván az egész földkerekségen mindenütt elterjedtek, ahol a klíma biztosítja életfeltételeiket.

## Rendszerezésük
Az alrendbe az alábbi családok tartoznak:
- Hodotermitidae
- Farágó termeszek (Kalotermitidae)
- Rhinotermitidae
- Termitidae
- Termopsidae
- Mastotermidae
- Serritermitidae

|  |